# Bangou Tara
Bangou Tara (auch: Bangountara, Bangoutara, Bangoutéra) ist ein Dorf in der Landgemeinde Dargol in Niger.

## Geographie
Das von einem traditionellen Ortsvorsteher (chef traditionnel) geleitete Dorf befindet sich rund 14 Kilometer südöstlich von Dargol, dem Hauptort der gleichnamigen Landgemeinde, die zum Departement Gothèye in der Region Tillabéri gehört. Bangou Tara liegt am linken Ufer des Flusses Dargol. Zu den größeren Dörfern in der Umgebung zählen Guériel im Süden und Dartchandé im Osten. Die Siedlung wird zur Übergangszone zwischen Sahel und Sudan gerechnet.

## Geschichte

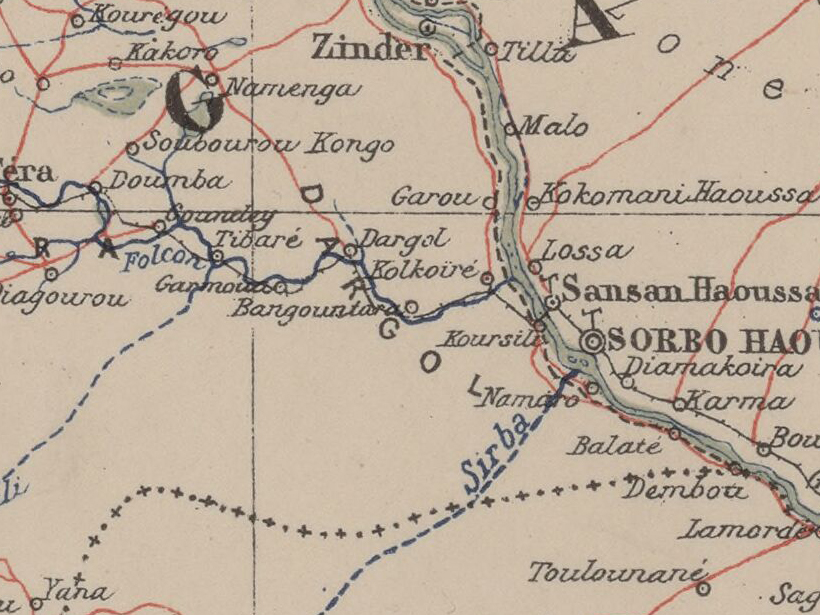
Ausschnitt einer Karte von 1903 mit Bangou Tara (Bangountara) im Zentrum

Bangou Tara war einer jener Orte im heutigen Niger, an denen sich nach dem Untergang des Songhaireichs im Jahr 1591 Songhai-Flüchtlinge unter einem Nachkommen der Herrscherdynastie Askiya niederließen. Der staatliche Stromversorger NIGELEC elektrifizierte das Dorf im Jahr 2013.

## Bevölkerung
Bei der Volkszählung 2012 hatte Bangou Tara 2615 Einwohner, die in 404 Haushalten lebten. Bei der Volkszählung 2001 betrug die Einwohnerzahl 3483 in 426 Haushalten und bei der Volkszählung 1988 belief sich die Einwohnerzahl auf 3117 in 409 Haushalten.

## Wirtschaft und Infrastruktur
Durch den Ort verläuft die Nationalstraße 4. In Bangou Tara wird ein Wochenmarkt abgehalten. Der Markttag ist Samstag. Zu den hier verkauften Waren zählen Körbe mit Deckeln aus Koulikoira, geflochtene Matten aus Niamey, Süßkartoffeln und Körbe aus Gothèye sowie in Bangou Tara selbst hergestellte Töpferwaren. Der Bevölkerung steht ein Gesundheitszentrum mit Entbindungsstation zur Verfügung. Es gibt eine Grundschule.